# 石井智 (野球)
石井 智（いしい さとし、1960年7月15日 - ）は、奈良県橿原市出身の元アマチュア野球選手・指導者である。ポジションは捕手。

## 来歴・人物
郡山高校では3年生の時に1978年の選抜高校野球に出場した経験もある。卒業後には同志社大学に入学する。3年生の時に全日本大学選抜北海道大会で優勝。
大学卒業後の1983年から社会人野球の大阪ガスチームに入団し、1986年には都市対抗野球4強入りを果たした。
1993年から1996年までに大阪ガスからの派遣として母校の同志社大学の監督を務め、関西六大学野球リーグにおいて、1993年の秋季リーグではチームを優勝に導いた。
また、1994年から日本野球連盟のアシスタントコーチを務めた。
1997年から同志社大学大学院総合政策科学研究科入学に入学し、2007年に博士課程後期課程修了、博士（政策科学）取得。
2017年からはびわこ成蹊スポーツ大学の教授に就任し、野球部の監督にも就任した。野球部の監督は2021年をもって退任し、同年から総監督になった。